# Los Jiménez
Los Jiménez är en ort i Mexiko.   Den ligger i kommunen Mexquitic de Carmona och delstaten San Luis Potosí, i den centrala delen av landet, 400 km nordväst om huvudstaden Mexico City. Los Jiménez ligger 1 931 meter över havet och antalet invånare är 158.
Terrängen runt Los Jiménez är kuperad åt nordost, men åt sydväst är den platt. Runt Los Jiménez är det ganska tätbefolkat, med 54 invånare per kvadratkilometer. Närmaste större samhälle är Ahualulco, 10,4 km norr om Los Jiménez. Omgivningarna runt Los Jiménez är i huvudsak ett öppet busklandskap.